# Shinobu Terajima
Shinobu Terajima (Quioto, 28 de dezembro de 1972) é uma atriz japonesa. Ela ganhou o Urso de Prata no Festival de Cinema de Berlim por seu papel em Caterpillar de 2010.